# Algoritmo RANDU

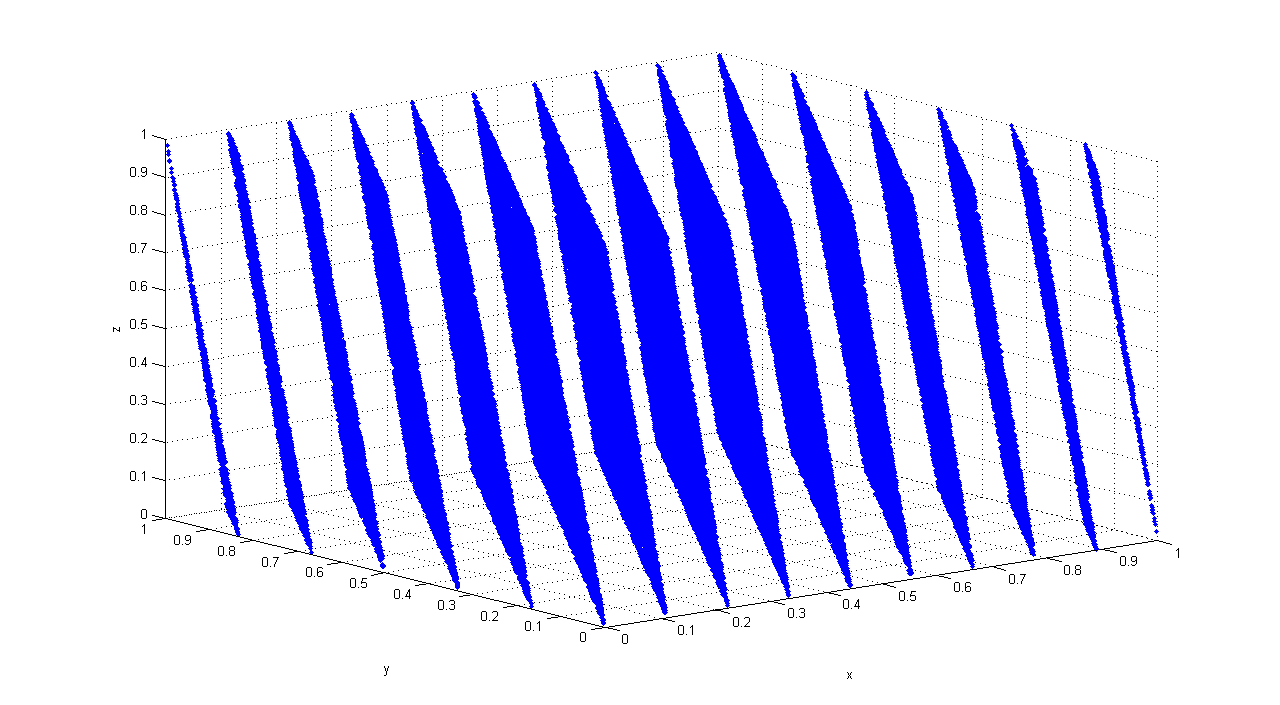
Plot (x,y,z) criado no MATLAB usando RANDU para gerar 100002 valores

RANDU é um algoritmo gerador de números aleatórios que foi muito usado nos mainframes das décadas de 60 e 70. Ele é definido pela fórmula:
{\displaystyle V_{j+1}\equiv (65539V_{j})\mod 2^{31}}
com {\displaystyle V_{0}} ímpar.
Ele é considerado um dos piores algoritmos geradores de números pseudo-aleatórios já criado. Ele falha notavelmente no teste espectral para dimensões maiores que 2.
A razão que levou à escolha destes valores em particular é que os cálculos acima podiam ser feitas rapidamente em computadores que representam os números como valores de 32 bits.  Para mostrar o problema que há com estes valores, considere o seguinte cálculo onde cada termo terá seu valor mod {\displaystyle 2^{31}} extraído. Podemos começar a escrever a relação escrevendo:
{\displaystyle x_{k+2}=(2^{16}+3)x_{k+1}=(2^{16}+3)^{2}x_{k}}
que se torna, após expandir o fator quadrático:
{\displaystyle x_{k+2}=(2^{32}+6\cdot 2^{16}+9)x_{k}=[6\cdot (2^{16}+3)-9]x_{k}}
o que nos permite ver a enorme correlação que existe entre os termos:
{\displaystyle x_{k+2}=6x_{k+1}-9x_{k}}
Por causa desta correlação, pontos gerados aleatoriamente em um espaço tridimensional se concentram em um pequeno número de planos (15). Outro defeito deste algoritmo é que ele gera sempre números ímpares. Por causa do frequente uso do RANDU, muitos resultados de cálculos feitos por computadores na década de 60 e 70 devem ser vistos com cautela.

## Exemplos do algoritmo

### Em C
```
 
unsigned
 
int
 
_seed
;

 

 
void
 
inicializa_randu
(
int
 
i
){
 
/*Inicializa a semente*/

   
_seed
=
i
;

 
}

 

 
int
 
randu
(
void
){

   
_seed
=
(
_seed
*
65539
)
%
(
2147483648
);
 
/*Cálculo do valor*/

   
return
 
_seed
;

 
}

```